# Gauche plurielle
Gauche plurielle (dt. vielfältige Linke) war die Bezeichnung einer Allianz linker Parteien in Frankreich, die Lionel Jospin nach gewonnener Wahl der Nationalversammlung 1997 die Wahl zum Premierminister ermöglichte. Jospin folgte dem konservativen Alain Juppé nach und regierte mit seinem Kabinett immerhin fünf Jahre unter Bedingungen der Cohabitation mit dem konservativen Präsidenten Jacques Chirac.
Jospin wurde im ersten Wahlgang der Präsidentschaftswahl (21. April 2002) unerwartet nur Dritter (er erhielt 16,18 % der Stimmen und Jean-Marie Le Pen 16,86 %), kam deshalb nicht in die Stichwahl und kündigte seinen Rückzug aus der Politik an. Bei der Parlamentswahl im Juni 2002 wurde die PS nicht mehr (wie bei der Wahl zuvor) stärkste Partei, sondern erhielt nur 24,11 % der Stimmen (UMP 33,30 %). 
Die Gauche plurielle löste sich auf.

## Beteiligte Parteien
Die Allianz umfasste:
- die Sozialistische Partei (PS)
- die Kommunistische Partei (PCF)
- die Radikal-sozialistische Partei (PRS; ab 1998: Radikale Linkspartei, PRG)
- die linksnationale Bewegung der Bürger (MDC)
- sowie Die Grünen.